# Raisz Mbohi
Adi Raisz Cobos Adrien Mbohi (arabul: رايس وهاب مبولحي) (Párizs, 1986. április 25. –) algériai labdarúgó, az el-Kádiszijja játékosa.

## Pályafutása

### Válogatott
2002 novemberében mutatkozott be a Francia U17-es labdarúgó-válogatottban az Angol U17-es labdarúgó-válogatott elleni barátságos mérkőzésen. 2003-ban a Portugál U17-es labdarúgó-válogatott és a Cseh U17-es labdarúgó-válogatott elleni felkészülési mérkőzésre készülő keretbe is behívott kapott. 2004 júniusában behívott kapott a Francia U18-as labdarúgó-válogatottba, amely Salernóban vett részt egy tornán.
Behívott kapott az Algériai U17-es labdarúgó-válogatottban, de az Olympique de Marseille nem engedte el. 2010. május 4-én Rabah Saadane bejelentette azt a 25 főt, akik részt vesznek a Svájcban megtartandó felkészülésben, amelyen Raisz Mbohi neve is ott volt,  május 13. és május 27. között ő is az Algériai labdarúgó-válogatott tagja volt.
2010. május 28-án debütált az Algériai labdarúgó-válogatottban az Ír labdarúgó-válogatott elleni felkészülési mérkőzésen, amelyen csereként lépett pályára. Második alkalommal a 2010-es labdarúgó-világbajnokság csoportkörében az Angol labdarúgó-válogatott ellen 0-0-s döntetlen hozó mérkőzésen szerepelt. Az Amerikai labdarúgó-válogatott ellen 1-0-ra elvesztett világbajnoki mérkőzésen is pályára lépett.
2010. augusztus 11-én a Gaboni labdarúgó-válogatott elleni felkészülési mérkőzés volt a negyedik válogatott mérkőzése, amelyet 2-1-re elvesztettek. A 2012-es Afrikai nemzetek kupáján és a 2014-es labdarúgó-világbajnokság-selejtezőjén is részt vett a válogatottal.
A 2014-es labdarúgó-világbajnokságon kezdő kapusa volt a válogatottjának és történelme során első alkalommal jutott tovább a csoportkörből, majd nyolcaddöntőben a Német labdarúgó-válogatott ellen hosszabbításban kaptak ki 2-1-re, amelyen a mérkőzés legjobbjának választották meg.

## Család
Mbohi Franciaországban, Párizsban született egy kongói apától és egy algériai anyától, akik elváltak egymástól. A muzulmán vallást követi.